# Фрідріх фон Шомберг
Фрі́дріх-Ге́рман фон Шо́нберг (нім. Friedrich Hermann Graf von Schönberg; 6 грудня 1615 — 1 липня 1690) — воєначальник німецького походження, який протягом свого життя стояв на службі різним європейським правителям, міняючи підданство. Маршал Франції (1675), генерал Бранденбург-Пруссії (1687—1688). Полковник піхоти і магістр артилерії (1689—1690) британської армії. Граф Мертольський (1663—1690) в Португалії. Герцог Шомберзький (1689—1690) в Британії. Народився у Гейдельберзі. Представник німецького роду Шенбергів (Шонбергів). Загинув у битві на Бойні. Похований у Кафедральному соборі Святого Патрика. Також — Шенберг, Шомберг.

## Біографія

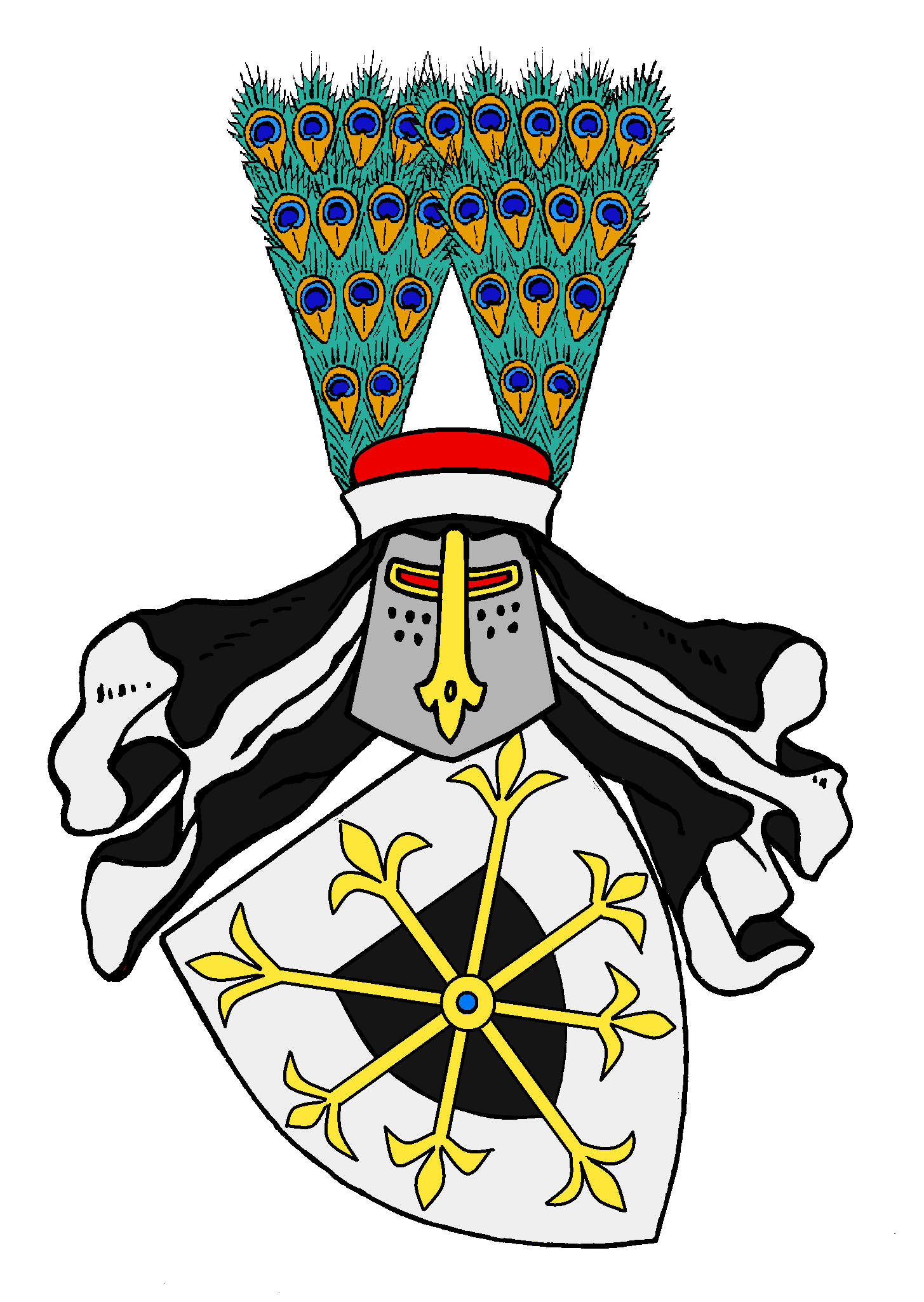
Родовий герб Шенбергів з Веселя

### Франція
Фрідріх фон Шенберг (Friedrich von Schönberg) був нащадком Рейнського шляхетського роду Шенбургів на Везелі, який походив з рейнського Шенбургу. Він народився в сім'ї графа Ганса Майнагарда фон Шенберга (Hans Meinhard von Schönberg, 1582—1616) і англійки Ені Дадлі (Anne Dudley), дочки барона Дадлі в кінці грудня 1615 р. в Гейдельберзі. Мати померла при його народженні, а його батько через рік, отож турботу про виховання малого Фридриха взяла на себе бабця. Як дворянин-кальвініст він навчався в пристойній Седанській акадамії і Лейденському університеті, а з 1633 по 1637 служив в арміях різних держав, беручи участь у Тридцятилітній війні, командуючи певний час ротою, набраною на свій кошт. 
Невдоволений відсутністю успіхів по службі, перейшов до цивільного способу життя. На той час його родина вже отримала високе становище серед аристократії Франції. Він поселився у своєму помісті в Гайзенгайні, де одружився з кузиною Йоганною Елізабет фон Неббнрг (Johanna Elisabeth von Schönberg) 30 квітня 1638 р. Але вже наступного року він став лейтенантом в полку аркебузерів принца Оранського, воював до кінця війни проти іспанців, потім знову «відкланявся» і в 1651 р. вступив у французьку армію, де служив під командою маршала Анрі де Тюренна. У 1654 р. він вже став генерал-лейтенантом, а через рік знову навербував собі власну окрему військову одиницю, цього разу піхотний полк.
У битві при Дюнкерк у 14 червня 1658 тепер вже Шомберг успішно командував лівим крилом другої лінії, проявляючи мужність і одночасно обережність. Тюренн високо його цінував і доручав найважливіші завдання. У цілому він немало сприяв тому, що Іспанія мала піти на підписання Піренейської мирної угоди. У 1661 р. за рекомендацією Тюренна і допомогою таємної дипломатії Мазаріні він переходить на службу Португалії, яка з 1641 р. боролася за незалежность від Іспанії.

### Португалія
У Португалії Шомберг зустрівся з такими труднощами і таким великим опором, що його походи 1662 р. не мали успіху. Не вірячи у щасливий результат війни для Португалії в цих умовах, Шомберг попросився у відставку, але зважаючи на громадську думку і наполегливе прохання Людовика XIV, лишився в армії. На це рішення вплинуло також і те, що британський король Карл II під час свого весілля з португальською принцесою пообіцяв йому надати військову допомогу і надав йому титул барона Тетфорду (Tetford).
Хоча головний суперник Шомберга, португальський командувач Конде де Віла Флор (Conde de Vila Flor) був замінений маркізом Антоніу Луїшем де Менезешем, його становище залишалося складним через недоброзичливість португальських офіцерів і недоліки системи португальської армії. Продовжуючи структурні і тактичні реформи йому вдалося за допомогою французьких, англійських та інших допоміжних військ отримання в наступні роки яскраві перемоги над іспанцями дозволили в 1668 році остаточно затвердити династію Браганса на португальському престолі. В ознаменування здобутої важливої перемоги при Монтеш-Кларуші (1668) династія заснувала лицарський орден тої ж назви лицарів (Ordem Militar de Nossa Senhora da Conceição de Vila Viçosa). Сам же Шомберг залишився без належного пошанування, якщо не вважати на надання йому простого титулу графа де Мертола.(Conde de Mértola). Проте завдяки його португальського успіху він отримав легендарну репутацію блискучого полководця.
Шомберг повернувся до Франції і був натуралізований як француз. Він купив собі маєток Курбе (Courbet) в теперішньому департаменті Сена і Марна правило Курбе і одружився 14 квітня 1669 p. з Сюзанною д'Омаль (Susanne d'Aumale), бо його перша дружина померла в 1664 році в Гайзенгайм.

### Британія
У 1672 він вирушив до Англії, щоб разом з британськими військами зробити висадку в Голландії, але повернувся до Франції, бо план зреалізувати не вдалося. У 1673 і 1674 рр. він брав участь у походах Людовика XIV і був удостоєний звання герцога, в 1675 р. після смерті Тюренна став одним з восьми маршалів Франції. У тому ж році він очолив похід до Каталонії і взяв Фор-де-Беллегард (Fort de Bellegarde), а у наступні роки був задіяний під час голландській кампанії у Фландрії. Часом він виконував доручення Людовика XIV, а часом здійснював власні незалежні підприємства. Він захопив Маастрихт у 1676 р., брав участь в 1677 році в захопленні Валансьєну і Камбре, а потім командував корпусом під Седаном. У 1678 р. захопив Гент і Іпр.
Німвегенські мирні договори допомогли Шомбергу спробувати залагодити деякі справи з батьківським спадком у Пфальці. Він брав участь у розграбуванні Пфальца Людовиком XIV, але не дістав винагороди з німецьких коштів за свої бойові заслуги. Король досяг лише скасування імперських санкцій проти нього, і повернення йому власних маєтків.
Пропозицію Людовика XIV змінити свою конфесію — він був кальвіністом — він твердо відхиляв і тому після скасування Нантського едикту в 1685 р. перебрався до Португалії, де він все ще був у пошані. Оскільки прозелітизм не вщухав і тут, а також не доручалося йому ніяких військових завдань, він, нарешті, подався в 1687 р. до Бранденбурга. Великий курфюрст Фрідріх Вільгельм  відразу передав 72-річнному Шомбергу командування своїми військами, він був введений до державної таємної і військової ради, призначений губернатором герцогства Пруссії, при чому йому був наданий приватний драгунський полк. Його плата складала 30 000 талерів, до того ж йому надавався фураж для 30 коней та інші натуральні продукти. Старі поважні генерали вважали, що через попередній Шомберга вони були урізані в правах..
Шомберг оселився в Берліні, де купив собі будинок і став захисником кількох тисяч гугенотських біженців. Тут його друга дружина померла в серпні 1688 року.
Шомберг користався такою ж довірою у Фрідріха III, як і у його попередника. Однак він не знайшов спокою в Пруссії. Його колишній противник часів франко-голландської війни, Вільгельм Оранський, попросив Фрідріха, надати йому Шомберга для участі в планованій експедиції в Англію, і курфюрст послав його з 5300 піхоти і 660 кірасирів до Голландії. Ще перед тим він боронив місто Кельн від Людовика XIV, який це йому не міг простити.
Шомберг супроводжував Вільяма до Англії, де він натуралізувався британцем, став перши герцогом Лейнстеру (Leinster), бароном Тейу (Teyes), графом Брентфорд (Brentford) і маркізом Гавічу (Brentford), а парламент багато відшкодував йому збитки за конфісковані Людовіком XIV маєтки і зруйнований родовий замок.
Щоб завершити завоювання Британії, Шомберг повів в кінці літа 1689 відділ англійських військ кількістю 5000—6000 осіб в Ірландію. Не зважаючи на усі труднощі Шомберг тримався, аж поки в середині червня 1690 король Вільгельм III прибув із підкріпленням. 1 (11) липня 1690 р. на річці Бойн дійшло до бою між військом вигнанці короля Якова II і Вільгельма Оранського-Нассау, який особисто вів свою армію (Битва на річці Бойн). Син Шомберга Мейнхард разом із батьком довів британську армію до перемоги, але батько впав від кулі зі своїх власних рядів. Згідно з іншими джерелами, він впав при спробі перейти річку Бойн, від чого його наполегливо відмовляв Вільгельм, коли вдерся в групу ірландських вершників і був вбитий ударом шпаги, оскільки не мав кіраси.
Фрідріх фон Шомберг описується як «надзвичайно войовнича особистість, яка викликала повагу і вимагала послуху, як відмінний вершник, любитель зовнішнього блиску, як людина військового мислення, розумна і хоробра, вірний прихильник протестантської віри, але толерантний до інших».
Фрідріх фон Шомберг був похований в соборі Святого Патрика в Дубліні. 1731 там був встановлений йому пам'ятник з латинським написом Джонатана Свіфта, який звинувачує нащадків, які не спромоглися віддати шану славі свого батька.